# Testament (Band)/Diskografie
Diese Diskografie ist eine Übersicht über die musikalischen Werke der US-amerikanischen Thrash-Metal-Band Testament. Ihre erfolgreichste Veröffentlichung ist das zwölfte Studioalbum Titans of Creation, welches Platz drei der deutschen Albumcharts erreichte.

## Alben

### Studioalben
| Jahr | Titel Musiklabel                           | Höchstplatzierung, Gesamtwochen, AuszeichnungChartplatzierungen (Jahr, Titel, Musiklabel, Platzierungen, Wochen, Auszeichnungen, Anmerkungen) | Höchstplatzierung, Gesamtwochen, AuszeichnungChartplatzierungen (Jahr, Titel, Musiklabel, Platzierungen, Wochen, Auszeichnungen, Anmerkungen) | Höchstplatzierung, Gesamtwochen, AuszeichnungChartplatzierungen (Jahr, Titel, Musiklabel, Platzierungen, Wochen, Auszeichnungen, Anmerkungen) | Höchstplatzierung, Gesamtwochen, AuszeichnungChartplatzierungen (Jahr, Titel, Musiklabel, Platzierungen, Wochen, Auszeichnungen, Anmerkungen) | Höchstplatzierung, Gesamtwochen, AuszeichnungChartplatzierungen (Jahr, Titel, Musiklabel, Platzierungen, Wochen, Auszeichnungen, Anmerkungen) | Anmerkungen                                                      |
| Jahr | Titel Musiklabel                           | DE | AT | CH | UK | US | Anmerkungen                                                      |
| ---- | ------------------------------------------ | --- | --- | --- | --- | --- | ---------------------------------------------------------------- |
| 1987 | The Legacy Megaforce Records               | — | — | — | — | — | Erstveröffentlichung: 21. April 1987                             |
| 1988 | The New Order Megaforce Records            | DE49 (3 Wo.)DE | — | — | UK81 (1 Wo.)UK | US136 (14 Wo.)US | Erstveröffentlichung: 5. Mai 1988                                |
| 1989 | Practice What You Preach Megaforce Records | DE29 (12 Wo.)DE | — | — | UK40 (2 Wo.)UK | US77 (12 Wo.)US | Erstveröffentlichung: 4. August 1989                             |
| 1990 | Souls of Black Megaforce Records           | — | — | — | UK35 (2 Wo.)UK | US73 (8 Wo.)US | Erstveröffentlichung: 9. Oktober 1990                            |
| 1992 | The Ritual Megaforce Records               | DE73 (8 Wo.)DE | — | — | UK48 (1 Wo.)UK | US55 (9 Wo.)US | Erstveröffentlichung: 12. Mai 1992                               |
| 1994 | Low Megaforce Records                      | — | — | CH39 (1 Wo.)CH | — | US122 (2 Wo.)US | Erstveröffentlichung: 30. September 1994                         |
| 1997 | Demonic Music for Nations                  | — | — | — | — | — | Erstveröffentlichung: 24. Juni 1997                              |
| 1999 | The Gathering USG                          | DE48 (2 Wo.)DE | — | — | — | — | Erstveröffentlichung: 8. Juni 1999                               |
| 2008 | The Formation of Damnation Nuclear Blast   | DE15 (4 Wo.)DE | AT23 (3 Wo.)AT | CH33 (2 Wo.)CH | — | US59 (4 Wo.)US | Erstveröffentlichung: 25. April 2008                             |
| 2012 | Dark Roots of Earth Nuclear Blast          | DE4 (5 Wo.)DE | AT21 (3 Wo.)AT | CH10 (5 Wo.)CH | UK57 (1 Wo.)UK | US12 (4 Wo.)US | Erstveröffentlichung: 27. Juli 2012                              |
| 2016 | Brotherhood of the Snake Nuclear Blast     | DE11 (3 Wo.)DE | AT23 (1 Wo.)AT | CH16 (3 Wo.)CH | UK43 (1 Wo.)UK | US20 (2 Wo.)US | Erstveröffentlichung: 28. Oktober 2016                           |
| 2020 | Titans of Creation Nuclear Blast           | DE3 (7 Wo.)DE | AT25 (1 Wo.)AT | CH7 (5 Wo.)CH | — | US96 (1 Wo.)US | Erstveröffentlichung: 3. April 2020 #2 der deutschen Vinylcharts |

### Livealben
| Jahr | Titel Musiklabel                   | Höchstplatzierung, Gesamtwochen, AuszeichnungChartplatzierungen (Jahr, Titel, Musiklabel, Platzierungen, Wochen, Auszeichnungen, Anmerkungen) | Höchstplatzierung, Gesamtwochen, AuszeichnungChartplatzierungen (Jahr, Titel, Musiklabel, Platzierungen, Wochen, Auszeichnungen, Anmerkungen) | Höchstplatzierung, Gesamtwochen, AuszeichnungChartplatzierungen (Jahr, Titel, Musiklabel, Platzierungen, Wochen, Auszeichnungen, Anmerkungen) | Höchstplatzierung, Gesamtwochen, AuszeichnungChartplatzierungen (Jahr, Titel, Musiklabel, Platzierungen, Wochen, Auszeichnungen, Anmerkungen) | Höchstplatzierung, Gesamtwochen, AuszeichnungChartplatzierungen (Jahr, Titel, Musiklabel, Platzierungen, Wochen, Auszeichnungen, Anmerkungen) | Anmerkungen                            |
| Jahr | Titel Musiklabel                   | DE | AT | CH | UK | US | Anmerkungen                            |
| ---- | ---------------------------------- | --- | --- | --- | --- | --- | -------------------------------------- |
| 2013 | Dark Roots of Thrash Nuclear Blast | DE52 (1 Wo.)DE | — | — | — | — | Erstveröffentlichung: 11. Oktober 2013 |

Weitere Livealben
| Jahr | Titel Musiklabel                                 | Anmerkungen                            |
| ---- | ------------------------------------------------ | -------------------------------------- |
| 1987 | Live at Eindhoven Megaforce Blade                | Erstveröffentlichung: 7. Oktober 1987  |
| 1993 | Return to the Apocalyptic City Megaforce Records | Erstveröffentlichung: 2. April 1993    |
| 1995 | Live at the Filmore Burnt Offerings              | Erstveröffentlichung: 1995             |
| 2005 | Live in London Spitfire Records                  | Erstveröffentlichung: 1. November 2005 |
| 2009 | Live at Eindhoven ’87 Nuclear Blast              | Erstveröffentlichung: 14. April 2009   |

### Kompilationen
| Jahr | Titel Musiklabel                         | Anmerkungen                             |
| ---- | ---------------------------------------- | --------------------------------------- |
| 1996 | The Best of Testament Megaforce Records  | Erstveröffentlichung: 1996              |
| 1997 | Signs of Chaos Mayhem Records            | Erstveröffentlichung: 4. November 1997  |
| 2001 | The Very Best of Testament Rhino Records | Erstveröffentlichung: 4. September 2001 |
| 2004 | Days of Darkness Spitfire Records        | Erstveröffentlichung: 24. August 2004   |
| 2007 | The Spitfire Collection Spitfire Records | Erstveröffentlichung: 27. Februar 2007  |

## Singles
- 1987: Over the Wall
- 1988: Trial by Fire
- 1989: Practice What You Preach
- 1990: Greenhouse Effect
- 1990: Souls of Black
- 1990: The Legacy
- 1992: Electric Crown
- 1992: Return to Serenity
- 1994: Low
- 1994: Dog Faced Gods
- 2012: True American Hate
- 2012: Native Blood
- 2016: The Pale King
- 2020: Night of the Witch

## Videografie

### Videoalben
| Jahr | Titel Musiklabel                         | Anmerkungen                            |
| ---- | ---------------------------------------- | -------------------------------------- |
| 1991 | Seen Between the Lines Megaforce Records | Erstveröffentlichung: 25. Juni 1991    |
| 2004 | Live in London Spitfire Records          | Erstveröffentlichung: 1. November 2005 |
| 2013 | Dark Roots of Thrash Nuclear Blast       | Erstveröffentlichung: 15. Oktober 2013 |

### Musikvideos
- 1987: Over the Wall
- 1988: Trial by Fire
- 1988: Nobody’s Fault
- 1989: Practice What You Preach
- 1990: Greenhouse Effect
- 1990: The Ballad
- 1990: Souls of Black
- 1990: The Legacy
- 1992: Electric Crown
- 1992: Return to Serenity
- 1994: Low
- 2008: More Than Meets the Eye
- 2012: Native Blood
- 2016: The Pale King
- 2020: Children of the Next Level

## Statistik

### Chartauswertung
|                     | DE    | AT    | CH    | UK    | US    |
| ------------------- | ----- | ----- | ----- | ----- | ----- |
| Nummer-eins-Alben   | DE—DE | AT—AT | CH—CH | UK—UK | US—US |
| Top-10-Alben        | DE2DE | AT—AT | CH2CH | UK—UK | US—US |
| Alben in den Charts | DE9DE | AT4AT | CH5CH | UK6UK | US9US |